# Liste der Kardinalskreierungen Clemens’ VI.
Papst Clemens VI. kreierte im Verlauf seines Pontifikates folgende 27 Kardinäle:

## 20. September 1342
- Élie de Nabinal OFM
- Guy de Boulogne
- Aymeric de Chalus
- Andrea Ghini Malpighi
- Étienne Aubert, der spätere Papst Innozenz VI.
- Hugues Roger OSB
- Adhémar Robert
- Gérard de la Garde OP
- Pierre Cyriac
- Bernard de La Tour
- Guillaume de La Jugie

## 19. Mai 1344
- Pierre Bertrand de Colombier
- Nicolas de Besse

## 29. Mai 1348
- Pierre Roger de Beaufort, Kardinalnepot und ab 1370 Papst Gregor XI. († 1378)
- Dominic Serra

## 17. Dezember 1350
- Gil Álvarez Carillo de Albornoz CRSA
- Pasteur de Sarrats OFM
- Raymond de Canilhac CRSA
- Guillaume d’Aigrefeuille
- Nicola Capocci
- Pectin de Montesquiou
- Arnaud de Villemur CRSA
- Pierre de Cros
- Gilles Rigaud OSB
- Jean de Moulins OP
- Rinaldo Orsini
- Jean de Caraman